# Abd Allah-chan II
Abd Allah-chan II (ur. 1533, zm. 1598 w Samarkandzie) – ostatni władca z dynastii Szejbanidów.

## Życiorys
Abd Allah-chan II panował w latach 1557–1598, podejmując się próby restauracji państwa w dawnym kształcie, obejmującym większą część Azji Środkowej. Zamiar ten niemal w całości się mu powiódł, jednak po jego śmierci w roku 1598 miejsce Szejbanidów zajęli Dżanidzi.